# International Lawn Tennis Challenge 1903
International Lawn Tennis Challenge 1903 var den tredje upplagan av det tennisevenemang som numera heter Davis Cup. På Longwood Cricket Club i Boston i delstaten Massachusetts i USA vann Brittiska öarna med 4-1 i matcher mot USA den 4-8 augusti 1903. Detta var första gången britterna vann turneringen.

### Fotnoter
1. ↑  ”Davis Cup - Tie details - 1903 - United States vs. British Isles” (på engelska). Davis Cup. 11 mars 1903. http://www.daviscup.com/en/draws-results/tie/details.aspx?tieId=10003702. Läst 30 november 2015.
2. ↑  ”Britons Win Tennis Cup” (på engelska). New York Times. 9 augusti 1903. http://query.nytimes.com/mem/archive-free/pdf?res=990CE3D91739E433A2575AC0A96E9C946297D6CF. Läst 30 november 2015.